# 預金通帳

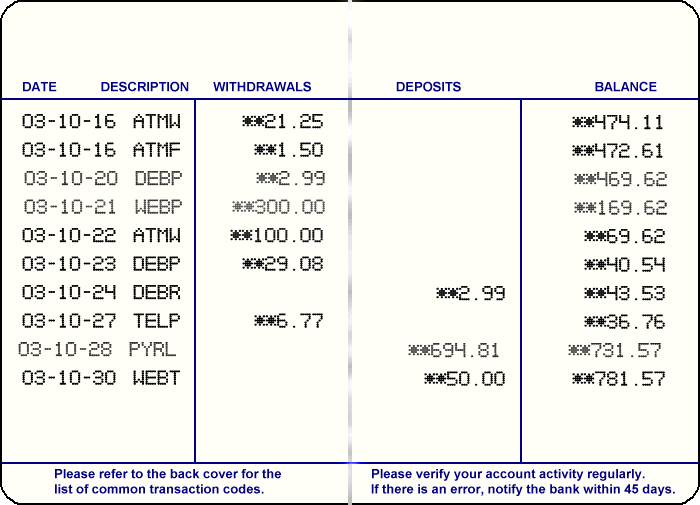
英語表記による預金通帳の例

預金通帳（よきんつうちょう）とは、金融機関が預金者に対して、預金者であることを示す証憑（しょうひょう）として、また預金の受入れ・払戻しの証拠書として交付する冊子をいう。
農業協同組合、漁業協同組合においては法律上「貯金」であり、「貯金通帳」と呼称する。ゆうちょ銀行においては法律上の規定はないが、前身の郵便貯金（郵便貯金法という法律で規定された「貯金」であった）の流れを受け継いで「貯金通帳」と呼称している。

## 概要
預金通帳は預金証書同様、あくまでそれ自体の譲渡が債権の移動を伴うものではなく、有価証券とは異なる（証拠証券と言う）。なお、預金通帳を発行する代わりに、銀行取引明細書（バンクステートメントなどとも称する）を発行する銀行もある。
通常、印紙税が発生する文書(課税文書)であることから、収入印紙を直接貼る通帳を利用する銀行と「印紙税申告納付につき○○税務署承認済」の表示が通帳の見開きページになされる。ただし、信用金庫、労働金庫、JAバンクなどの場合は、印紙税法第5条の規定により、政令が定める通帳の発行主体の対象として印紙税が非課税となる適用がなされることにより、一般の銀行の通帳では見開きページの「印紙税申告納付につき○○税務署承認済」となる部分には、「印紙税法第5条の適用により非課税」、「印紙税法第5条該当通帳」などの表示がなされる。例外として、一般の銀行であっても、納税準備預金通帳に関しては、一般の通帳の見開きページに表示される「印紙税申告納付につき○○税務署承認済」ではなく、「租税特別措置法第92条該当通帳」という表示となる。
日本以外の国では通帳が存在せず、残高はインターネットバンキングか月に一度送られてくる明細(en:Bank statement)で確認するか、通帳の作成・保持が有料の場合が多い。

## 様式

### NCR2000号通帳への統一
かつては、縦書き、縦開きのものが主流であったが、自動取引装置 (ATM) による機械処理に、より好適な共通規格として、現在の横書き、横開きの様式（NCR2000号通帳）に統一されるようになった。

### 副印鑑表示の廃止
金融機関における預金業務のオンライン化が開始され、取引店以外における預金の払戻しが取扱われ始めて以降、預金通帳内には副印鑑（届出印と同一の印影）が表示され、取引店以外の窓口においても、副印鑑と払戻請求書にある印影とを照合して払戻請求者と預金者の同一性を確認していた。
この副印鑑を巡っては、預金通帳を窃取し、副印鑑の印影を電子的に複写して払戻請求書を偽造し、不正な支払いを受ける事件が度々発生した。その際の金融機関の払戻しの過誤を争った預金者の訴訟が提起されるようになるが、1998年前後の事件までは、印影の照合に過失が無いと認められた場合には、民法第478条を適用して金融機関の免責を認める判決が主だった。しかし、副印鑑から印影を偽造する手口が知られる様になり、以後は金融機関の側に厳正な印影照合と本人確認の責任を課して、手続きに過失が認められた場合には預金復元を命じる判決が言い渡されるケースが増えた。
判例が預金者保護の方向で定着したことから、金融機関においては各店舗で管理される印鑑票の印影自体をオンライン参照するシステムへの移行を進め（もしくは払戻しの取扱い店舗を取引店に限定し）、通帳への副印鑑の表示は2000年前後から急速に廃止されていった。
郵便貯金を前身とするゆうちょ銀行も、通常貯金の通帳や通帳式定額・貯金証書の副印鑑制度を引き続き行っていたが、2013年6月3日から、通帳に貼り付けられている副印鑑を廃止すると発表し、ゆうちょ銀行・郵便局の貯金窓口にて印鑑登録を行うことで、これまで通り全国で貯金の取引ができるようになった。廃止前は新規申込み時や通帳の再発行時、若しくは、預金者から要望があった場合のみ、副印鑑の印影をスキャナ等で取り込みにくくするための保護シールを貼付することで対応していたが、このシールの実用性はほとんどないので、預金者が通帳を盗まれないようにすることが大切である。この取扱いの廃止に伴って副印鑑を取り外す際には、窓口での印鑑登録の有無を確認する必要があるため、自身で勝手に副印鑑を通帳から剥がしてはいけない。

## 無通帳口座

### 法人口座への導入
企業においては 1日何十件という、あっという間に冊子式通帳を使い切ってしまうほどの取引があり、インターネットや携帯電話が普及する前の1980年代から、冊子式通帳を用いないシステムを金融機関から導入していた。「ファームバンキング」（エレクトリックバンキングの一種）と呼ばれるもので、企業のホストコンピュータと金融機関のホストコンピュータを通信回線で結び専用端末と専用ソフトウェアを使って、送金・振替・残高照会・給与振込・税金納付などの取引や取引情報（入金確認を含む）の照会を行えるものである。このシステムにおいて、通帳の代わりとなる物はプリンタから出力する取引明細（入出金明細）である。個人版もあり「ホームバンキング」と呼ばれる。近年は企業用・個人用ともにインターネットの普及でより手軽なインターネットバンキングへの乗り換えが進んでいる。

### 個人口座への導入
預金通帳は預金において重要な役割を担っているが、1960年代の現金自動支払機 (CD) の稼働開始以降、預金者にも銀行取引の自動化の認知と進展が進み、現金取扱事務の削減、銀行の預金獲得と事故抑止と合わせ、キャッシュカードの発行と自動取引装置 (ATM) による取引が一般的になった。そして生活時間帯の拡張による窓口営業時間帯以外の取引、さらには預金の入出金提携の飛躍的な進展による提携金融機関やコンビニATMなどのATM取引で、冊子式通帳を用いずに入出金がされることも多くなった。

## 郵便貯金とゆうちょ銀行の貯金

### 郵政省・総務省・日本郵政公社時代

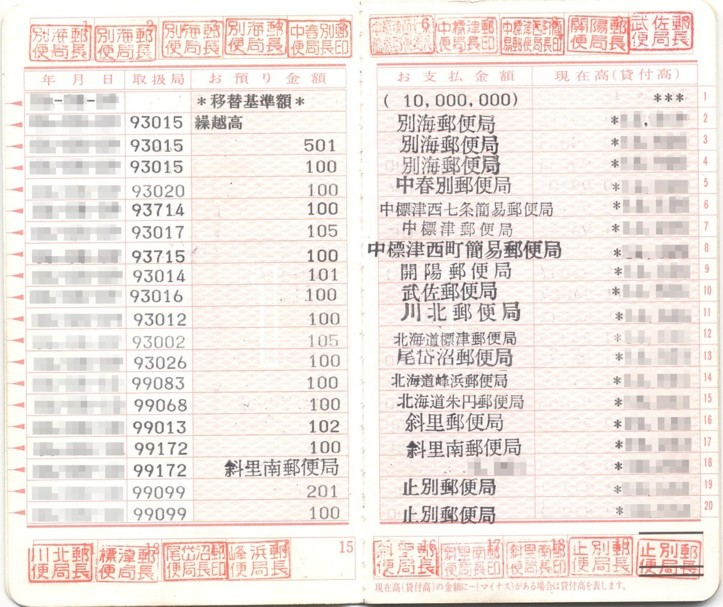
郵便貯金時代(郵政省時代の様式)の通帳の一部

郵便貯金では郵便貯金総合通帳に、通常貯金、担保定額貯金及び担保定期貯金の預払いを記録する。郵政省時代は、取引毎に主務者印が押されていたが、総務省となった2001年以降は原則として押されないようになり、日本郵政公社時代の2005年3月11日には押印が廃止された。

### ゆうちょ銀行に移行後
これまでの郵便貯金総合通帳（いわゆる、通称「ぱ・る・る」を含む）は、順次ゆうちょ銀行名の総合口座通帳に移行している。
2013年2月1日より、総合口座通帳のデザインが追加され、裏見開きページの様式が変更された。
ゆうちょ銀行移行後も長らく残っていた副印鑑については、2013年6月3日に廃止されたため、以降、従来からの利用者については窓口にて印鑑登録の手続を行うことで、印鑑の貼付がない状態の通帳とすることができるようになった。

#### 通帳を発行しない通常貯金
2016年3月6日より、ゆうちょダイレクトプラスのサービスを開始し、希望により、総合口座通帳から貸越機能を取り除いた状態を条件(総合口座の定額貯金や定期貯金の預入自体は可能)として、通帳の発行を行わないサービスを開始した。これにより、ゆうちょダイレクトプラスの契約と併せて通帳を発行しない事を条件に、ゆうちょ銀行の取引開始がメールオーダーで出来るようになった。

## 通帳記入
長期間、通帳記入の処理がない場合、一定期間の取引あるいは一定件数を越えた場合の記入しなかった期間のすべての取引を1行にまとめた状態で印字される（圧縮記帳・おまとめ記帳などと称する）。また、その処置をとる期間が過ぎたら自動的に休眠口座扱いになり、一切の預金通帳を使っての利用が出来なくなる場合がある。

## 磁気バーの様式
通帳には磁気バー（磁気テープ）がついており、機器が口座番号を読み取るのに使用する。通帳のサイズは、各金融機関でだいたいNCR2000号通帳と呼ばれる規格に統一されているが、磁気バーの仕様は統一されておらず、金融機関によって異なっている。

### 通帳磁気ストライプの種類
| トラック数         | メーカー                      | メーカー | メーカー              | メーカー |
| ------------------ | ----------------------------- | -------- | --------------------- | -------- |
| 1トラック 縦タイプ | O-1200 DT-4831 （沖電気工業） | IBM      | NEC                   | OLIVETTI |
| 1トラック 横タイプ | HITACHI                       | NCR      | BURROUGHS （BIPROGY） |          |
| 2トラック          | FACOM                         |          |                       |          |
| 5トラック          | O-1300 （沖電気工業）         |          |                       |          |